# 陈贲
陈贲（1914年—1966年6月15日），原名国泽，字伟志，男，祖籍福建闽侯，生于湖南长沙，中国石油地质学家、石油勘探开发管理专家，曾任青海石油管理局地质师。